# Flugplatz St. Michaelisdonn

i7
i11
i13
Der Flugplatz St. Michaelisdonn (ICAO-Code: EDXM) ist ein Verkehrslandeplatz bei Sankt Michaelisdonn im Kreis Dithmarschen in Schleswig-Holstein. Er wird umgangssprachlich nach dem nahegelegenen Ortsteil auch Flugplatz Hopen genannt. Betreiber ist der Dithmarscher Luftsportverein.

## Lage

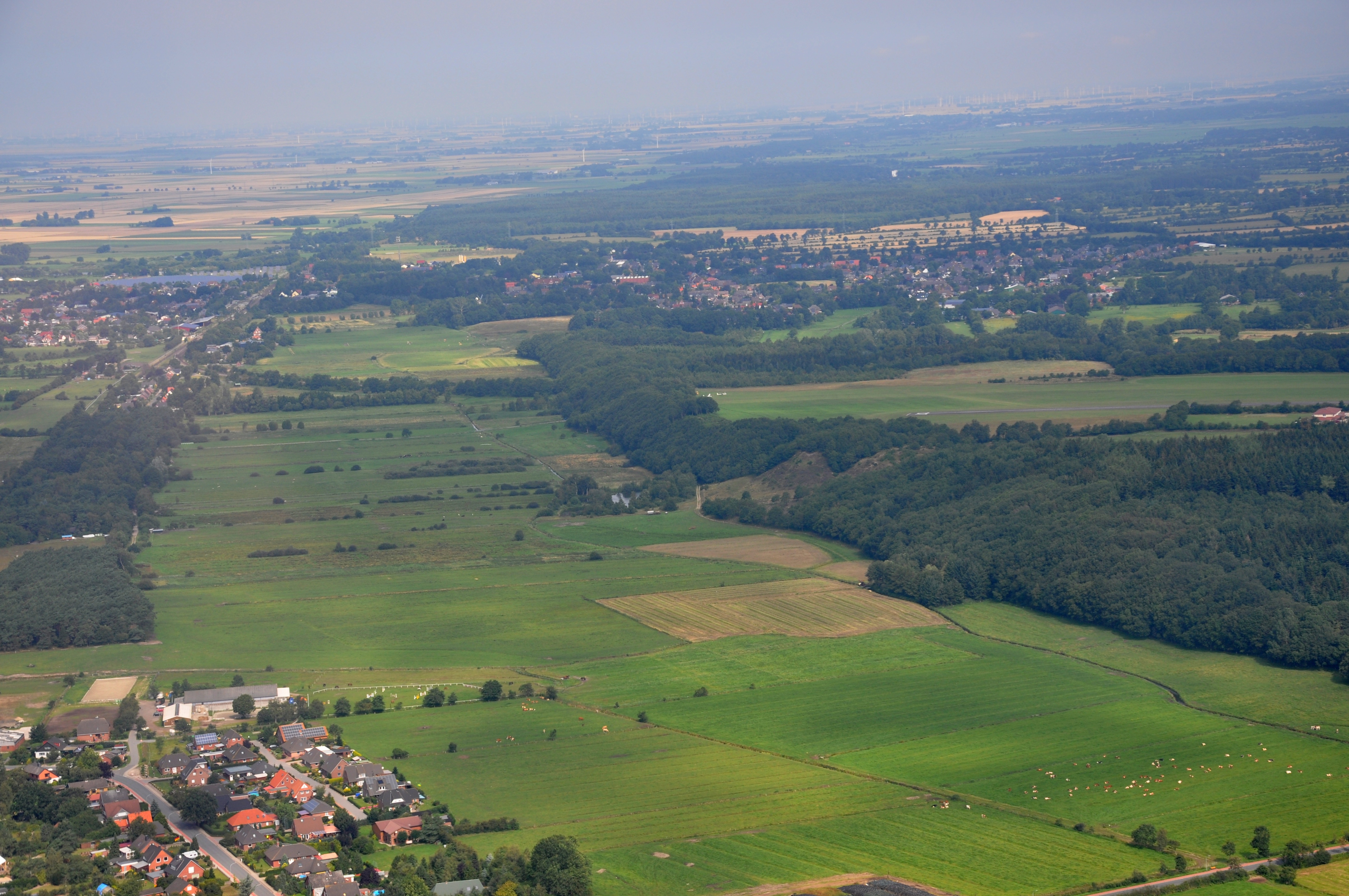
Das NSG Kleve, Blickrichtung Nord. Rechts auf der Anhöhe der Flugplatz, im Hintergrund Sankt Michaelisdonn

Der Flugplatz liegt oberhalb des Marschlandes auf dem Klevrücken auf einer Höhe von 38 m AMSL, etwa 2 km südöstlich von Sankt Michaelisdonn und etwa 1 km nördlich von Dingerdonn. Nördlich des Platzes verläuft die Marschbahn. Im Westen grenzt das Flugplatzgelände an das Naturschutzgebiet Kleve an, im Süden befindet sich ein Campingplatz, direkt nördlich der örtliche Golfplatz.

## Infrastruktur
Der Flugplatz verfügt über eine 700 m lange, 18 m breite Asphaltpiste mit der Ausrichtung 07/25. Nördlich davon verläuft parallel eine ca. 1000 m lange Schleppstrecke für den Windenstart, die auch als Landebahn für Segelflugzeuge dient. Durch die Befeuerung von Landebahn und Landeschwelle (RL/THRL) ist Nachtflug möglich. Als Navigationshilfe steht ein VDF-Peiler (vgl. QDM) zur Verfügung. Eine Tankstelle mit AvGas 100 LL und Jet A-1 ist ebenfalls vorhanden.
Neben Flugzeughallen und Tower befinden sich am Platz auch das Restaurant Fliegerklause, sowie das Vereinsheim und die Flugschule des Dithmarscher Luftsportvereins.

## Flugbetrieb

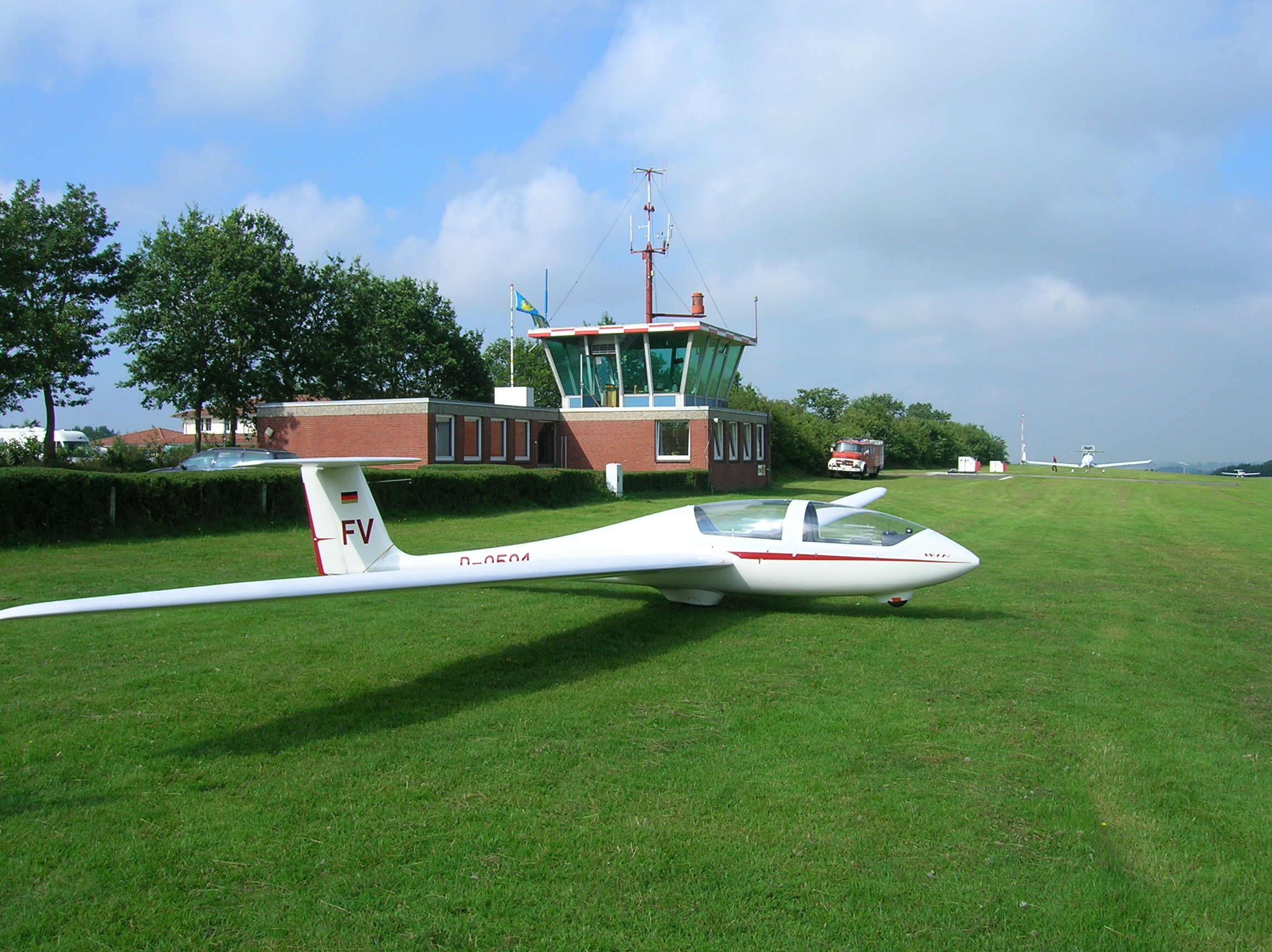
Der Kontrollturm des Flugplatzes

Der Flugplatz dient heute vorwiegend der Allgemeinen Luftfahrt, Linienflüge finden nicht mehr statt. Hauptnutzer ist der örtliche Luftsportverein, die Infrastruktur ist jedoch darauf ausgelegt, auch gewerbliche Flüge abfertigen zu können. Die Zulassung gilt für Flugzeuge, Hubschrauber, Motorsegler, Segelflugzeuge und Ultraleichtflugzeuge bis 5,7 t.
Als Verkehrslandeplatz unterliegt der Flugplatz der Betriebspflicht: Er ist im Sommer von 10 Uhr Ortszeit bis Sonnenuntergang (jedoch spätestens 19:30 Uhr) geöffnet. Im Winter wird er an Werktagen bereits um 16 Uhr geschlossen. Für Starts und Landungen außerhalb der regulären Öffnungszeiten ist eine vorherige Anmeldung erforderlich (PPR). Im Flugfunk wird der Name des Platzes abgekürzt, das offizielle Rufzeichen der Flugleitung ist daher Sankt Michel Radio.

### Luftsportverein

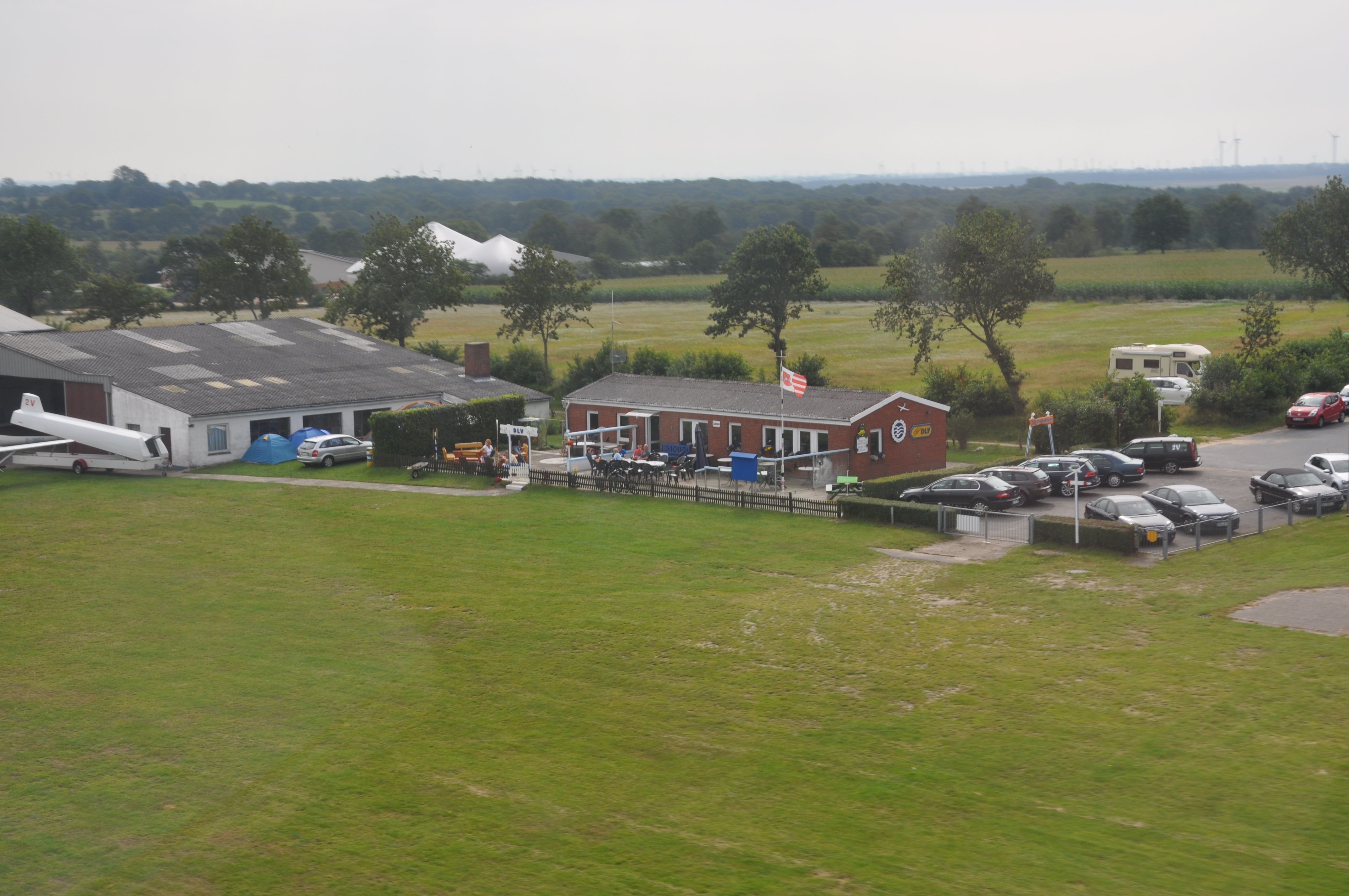
Das Clubheim des DLV

Der Dithmarscher Luftsportverein e. V. (DLV) ist Betreiber und seit 1997 alleiniger Eigentümer des Flugplatzes. Er betreibt Luftsport mit Leicht- und Segelflugzeugen.

## Geschichte
Bereits vor dem Zweiten Weltkrieg existierte in Sankt Michaelisdonn ein Segelflugplatz, der nach Kriegsende jedoch zunächst landwirtschaftlich genutzt wurde. Obwohl in Deutschland nach dem Krieg die Fliegerei noch verboten war, wurde 1950 in Heide der Sparclub Meise gegründet, dessen Ziel es war, Geld für den Wiederaufbau des Geländes und die Anschaffung von Fluggerät zu beschaffen. Am 13. Oktober 1952 konnte der inzwischen in Dithmarscher Luftsportverein umbenannte Club mit einem SG 38 die ersten Gummiseilstarts auf dem Hopener Gelände durchführen. Um 1956 wurde der Platz vergrößert, sodass er auch für Windenstarts und den inzwischen wieder genehmigten Motorflug genutzt werden konnte. Im Jahr 1958 folgte der Bau einer neuen Flugzeughalle.
Im Jahr 1960 wurde der Platz durch den Kreis Dithmarschen auf eine Fläche von 54 Hektar erweitert. Am 1. März des gleichen Jahres wurde das bisherige Segelfluggelände als „öffentlicher Landeplatz“ zugelassen und die Flugschule St. Michaelisdonn eröffnet. Zusätzlich zur Piste 08/26 wurde später eine 525 m lange Querbahn (14/32) eingerichtet. 1965 konnte der Flugplatz 31.000 Flugbewegungen vorweisen.
Ab 1967 wurde Michaelisdonn regelmäßig von den Fluggesellschaften General Air und Westküstenflug angeflogen. Ziele waren Büsum, Sankt Peter-Ording, Wyk auf Föhr, Pellworm, Westerland und Helgoland.

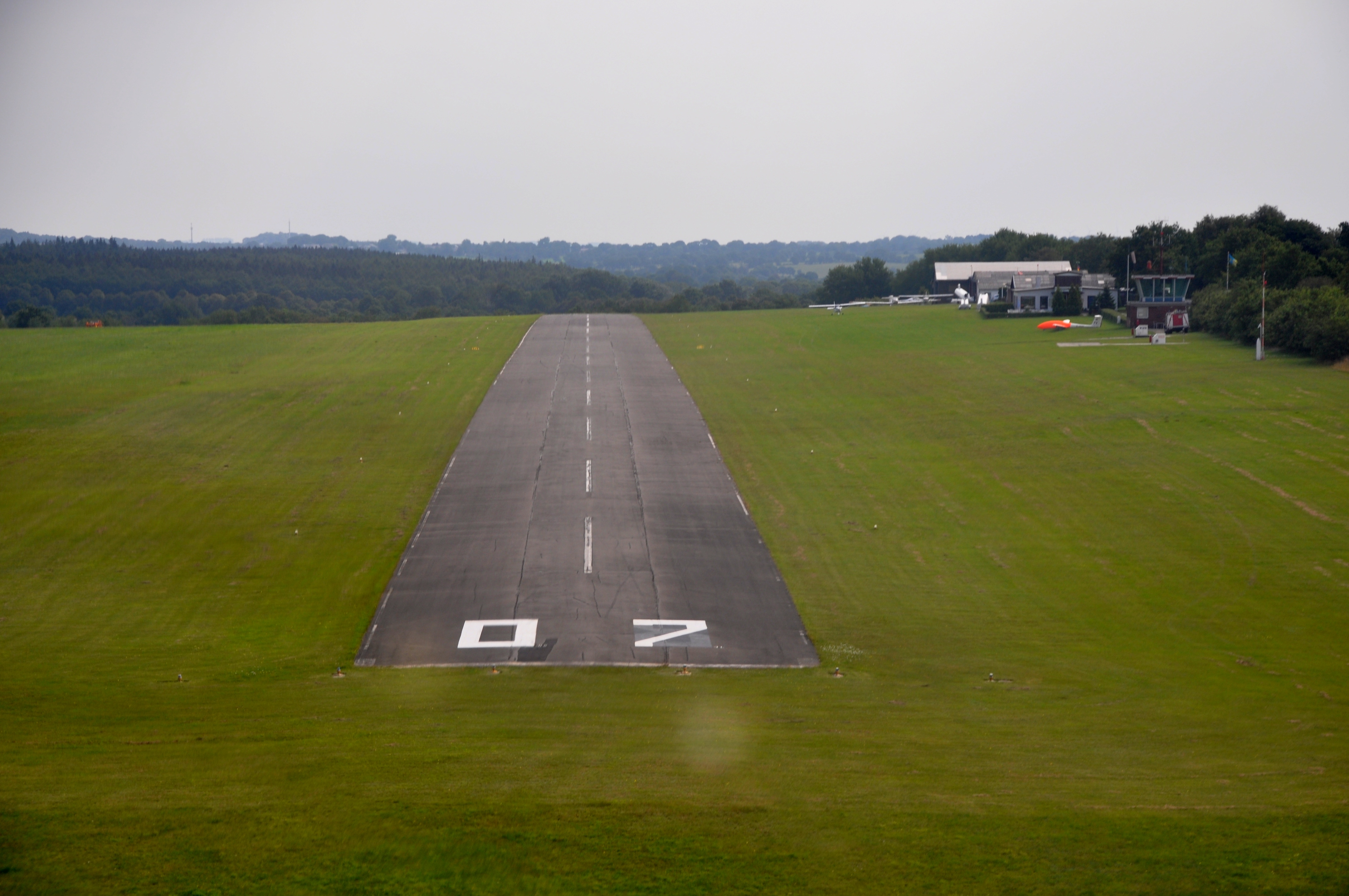
Die asphaltierte Start- und Landebahn, heute wegen geänderter Ortsmissweisung als 07/25 bezeichnet

In den 1970er Jahren wurde die Haupt-Landebahn – damals noch als 08/26 bezeichnet – asphaltiert und das Vereinsheim errichtet.
Im Jahr 1997 entschloss sich der Kreis, die bisherige Flugplatz-Betriebsgesellschaft aufzulösen. Der Flugplatz wurde auf eine Fläche von 30 ha verkleinert und ist seitdem im alleinigen Besitz des Luftsportvereins.